# ブラック・マウス・カー

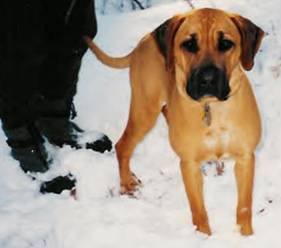
ブラック・マウス・カー

ブラック・マウス・カー（英：Black Mouth Cur）は、アメリカ合衆国原産のツリーイング・ドッグ犬種のひとつである。別名はサザン・ブラック・マウス・カー（英：Southern Black Mouth Cur）。

## 歴史
19世紀ごろにミシシッピー州に入植したヨーロッパ人が連れていたベルジアン・シェパード・ドッグ・マリノアがベースになっている。マリノアにクーンハウンド系犬種を掛け合わせることでツリーイング・ドッグへ姿を変えた。
主にリス、フクロネズミ、アライグマ、アメリカクロクマをツリーイングするのに使われている。パックで獲物においを追跡し、発見すると吠えながら追いかけ、木の上に追い詰める。追い詰めた後も吠え続け、獲物が逃げられないようにする。主人が到着すると、木に登って獲物を振り落としてもらうか、猟銃で撃ち落してもらい、落ちてきた獲物を犬が仕留めて狩猟は完了する。ツリーイング・ドッグは普通、獲物を追跡しているときから吠え声を出すが、本種は沈黙を保って追跡を行い、発見してもあまり吠えない。しかし、獲物を木に追い詰めた後は力強い吠え声を上げ、獲物を逃げられないようにすることができる。調教の仕方によっては、昼間の猟はこのスタイルで、夜間の猟では追跡中も定期的に吠えさせて犬の場所が把握できるようにすることも可能である。尚、本種はツリーイング猟を行って居る最中、獲物を追跡して木に揚げる前に仕留めてしまう事もよくある。ツリーイング以外には、先祖の血を生かして牧羊犬や牧牛犬、警備犬としても使われている。
アメリカでは人気のある猟犬だが、その他の国ではほとんど飼育されておらず、知名度も低い。もちろんマリノアの原産国であるベルギーでもほとんど知られていない。FCIには体高のスタンダード（犬種基準）の幅が広すぎることなどにより、公認されていない。尚、スタンダードの幅が広いのは、外見よりも実猟犬としての能力が高いものを優先してブリーディングが行われているからで、これを理由にFCIに公認登録されていない犬種は非常に多く存在する。とはいえ、公認されていないために起こる弊害もこれて言って無く、そういう犬種の大半はブリードや管理を行う犬種クラブが存在するので、問題は全く無い。

## 特徴
筋肉質の体つきをしたクーンハウンドである。クーンハウンドだが、外見や性質にはマリノアであった名残がよく残されている。上唇は少し長めで、マズルは短めだがあごの力は強靭である。耳はローズ耳、尾は先細りで飾り毛のない垂れ尾。コートはスムースコートで、毛色はイエローで、耳とマズルが黒い「ブラックマスク」というマーキングが入ったもの。その名のとおりマズル（口吻部：マウス）が黒いのが本種のトレードマークである。この他、稀にイエロー系のフォーン、薄ブラウン、ブラック、ブルー、ブリンドルの毛色のものも現れるが、いずれもブラックマスクが入っている。体高は41〜70cmで、この体高は中型犬〜大型犬に相当するサイズである。性格は従順であるが、勇敢で狩猟本能が高い。猟犬種であるため吠え声が非常に大きくよく響き、運動量はかなり多いので、初心者の飼育にはあまり向いていない犬種である。